# Ioana Pârvulescu
Ioana Pârvulescu (n. 10 ianuarie 1960, Orașul Stalin, România) este o eseistă, publicistă, critic literar român și profesor la Universitatea din București.

## Biografie
A absolvit Facultatea de Litere a Universității din București, secția română-franceză, în 1983. Între 1983 – 1990 a fost profesoară de română și franceză la Școala nr. 1 din Roata de Jos, județul Giurgiu. Între 1990 –1993 a fost redactor la Editura Litera București. Între 1993 - 2010, a fost redactor la săptămânalul România literară, responsabil cu secțiunea de critică literară. Rubrici săptămânale permanente în această perioadă: Cronica literară, Premiile literare, Alfabetul doamnelor (istoria personajului literar feminin în literatura română), Alfabetul domnilor (istoria personajului literar masculin), Revista revistelor interbelice, Cronica optimistei/pesimistei (tablete literare) etc. Colaborări cu articole la principalele reviste culturale din România.
În prezent, este profesor universitar la Departamentul de Studii Literare al Facultății de Litere din București. 
Devine doctor în filologie, în 1999, cu teza Prejudecăți literare. Opțiuni comode în receptarea literaturii române, coordonată de criticul literar Nicolae Manolescu. Lucrarea este alcătuită dintr-o primă parte teoretică urmărind definirea prejudecății literare și delimitarea ei, dintr-o a doua parte aplicativă referitoare la literatura română și din anexe arhivistice. A fost publicată parțial cu titlul Prejudecăți literare, Editura Univers Educațional, București, 1999.
La Editura Humanitas, a coordonat colecția „Cartea de pe noptieră”.
Coautor la manualele de limba și literatura română (clasele IX-XII), apărute la Editura Humanitas Educațional.

## Listă de publicații

### Volume
- Lenevind într-un ochi (poezie), Ed. Eminescu, București, 1990
- Alfabetul doamnelor (critică literară), Ed. Crater, București, 1999
- Prejudecăți literare (teorie și critică literară), Ed. Univers, „Excellens”, București, 1999
- Întoarcere în Bucureștiul interbelic (eseu), Ed. Humanitas, București, 2003 [7][8]
- În intimitatea secolului 19, Ed. Humanitas, București, 2005 [9]
- În țara Miticilor. De șapte ori Caragiale, Ed. Humanitas, București, 2007 [10]
- Întoarcere în secolul 21, Ed. Humanitas, București, 2009
- Viața începe vineri (roman), Ed. Humanitas, 2009 [11][12][13]
- Cartea întrebărilor, Ed. Humanitas, București, 2010
- Lumea ca ziar. A patra putere: Caragiale, Ed. Humanitas, Bucuresti, 2011 [14]
- Viitorul începe luni (roman), Ed. Humanitas, Bucuresti, 2012 [15][16]
- Cum continuă povestea, poezie. Ed. Humanitas, București, 2014
- Inocenții, roman, Ed. Humanitas, București, 2016
- Dialoguri secrete,  Cum se roagă scriitorii și personajele lor, desene de Mihail Coșulețu, Ed. Humanitas, București, 2018, ISBN 978-973-50-6276-7
- Prevestirea, roman, Ed. Humanitas, București, 2020
- Invizibilii, carte pentru copii, Ilustrații de Irina Dobrescu, Ed. Humanitas, București, 2022
- Trei zile nemaipomenite, carte pentru copii, Ilustrații de Anca Smărăndache, Ed. Humanitas, București, 2023
- Aurul pisicii, roman, Ed. Humanitas, București, 2024

### Proze în volume colective
- Un pariu la Paris, în volumul Povești de dragoste la prima vedere, Ed. Humanitas 2008
- Prima carte cu secret, în volumul Care-i faza cu cititul, Ed. Art, 2010
- Dorința, în volumul Cui i-e frică de computer?, Ed. Arthur 2013
- Nu știu să mint  și Necunoscuta, în volumul Uite cine vorbește, Ed. Arthur 2016
- România redusă la scară. La scara trenului, în volumul Cum să fii fericit în România, Ed. Humanitas 2017
- Prietenul meu, în manualul de literatură română pentru clasa a V-a, Ed. Art, 2017

### Opere traduse în limbi străine
- Viața începe vineri
  - La vie commence vendredi, ediție de Odile Serre și traducere în limba franceză de Marily Le Nir, Paris, 2016.
  - Life begins on Friday, traducere în limba engleză de Alistair Ian Blyth, Londra, 2016.
  - La vita comincia venerdì, traducere în limba italiană de Mauro Barindi, Roma, 2020.[17]
- Inocenții
  - Wo die Hunde in drei Sprachen bellen, traducere în limba germană de Georg Aescht, Viena, 2021.[18]

### Volume colective coordonate
- Ipostazele iubirii în poezia lumii, antologie, Ed. Humanitas, București, 2006
- Intelectuali la cratiță. Amintiri culinare și 50 de rețete - Ed. Humanitas, 2012; [19]
- Și eu am trăit în comunism, Ed. Humanitas, 2015;
- Scrisori pentru cititorii din 2125: un epistolar pe mai multe voci coordonat de IOANA PÂRVULESCU, prefață de Andrei Pleșu, Ed. Humanitas, București, 2025, ISBN 978-973-50-8769-2

### Traduceri în limba română
- Angelus Silesius - Cherubinischer Wandersmann / Călătorul heruvimic, poezie, ediție bilingvă, Ed. Humanitas, București, 1999, cu aparat critic de specialitate, 168 p. (din germană)
- Maurice Nadeau - Să fie binecuvântați (memorii), Ed. EST, București, 2002, 576 p. (din franceză)
- Laurent Seksik - Consultația (2007),
- Rainer Maria Rilke - Îngerul păzitor (2007),
- René Goscinny, Albert Uderzo - Asterix, viteazul gal (2017), Cosorul de aur (2018),
- Milan Kundera - Sărbătoarea neînsemnătății (2014).
- Antoine de Saint-Exupéry - Micul prinț (2015)

## Afilieri
- Membră în Uniunea Scriitorilor din România, din 1999
- Membră fondatoare a Societății de Comparatistică din România

## Premii
- Premiul pentru critică literară al Uniunii Scriitorilor din România pe anul 1999 pentru Alfabetul doamnelor (Ed. Crater, București, 1999)
- Premiul al Uniunii Europene pentru Literatură, 2013, pentru romanul Viața începe vineri (2009)[20]
- Premiul al Uniunii Europene pentru Literatură, 2018, pentru nuvela O voce[21]
- Premiul Cartea pentru copii și internet al Uniunii Scriitorilor pe anul 2022, acordat pentru Invizibilii (Ed. Humanitas, București, 2022)